# Kepler-432b
Kepler-432b là một ngoại hành tinh Sao Mộc nóng, nó nằm cách Trái Đất là 3.820 năm ánh sáng. Đây là một ngoại hành tinh quay quanh ngôi sao Kepler-432, hành tinh - ngôi sao này thuộc chòm sao Thiên Nga.
Sử dụng gương phản chiếu bằng phương pháp quá cảnh, nhiệt độ ở đây rất nóng với mức là 809°K (536 °C; 997 °F). Khoảng cách từ ngôi sao đến hành tinh là 0,301 AU, mất 53 ngày để hoàn thành một chu kì tự quay. Với khối lượng ít nhất gấp 5,41 lần Khối lượng Trái Đất. Nó nằm cách rất xa Trái Đất.
Một hôm, khám phá bởi đài thiên văn quan sát Kepler, bằng con tàu Kepler đã được công bố phát hiện vào ngày 24 tháng 1 năm 2015.